# Fontela
Fontela ist ein Ort der portugiesischen Gemeinde Vila Verde, im Kreis (Concelho) von Figueira da Foz.
In früheren Zeiten war der Ort als Fontanela bekannt.

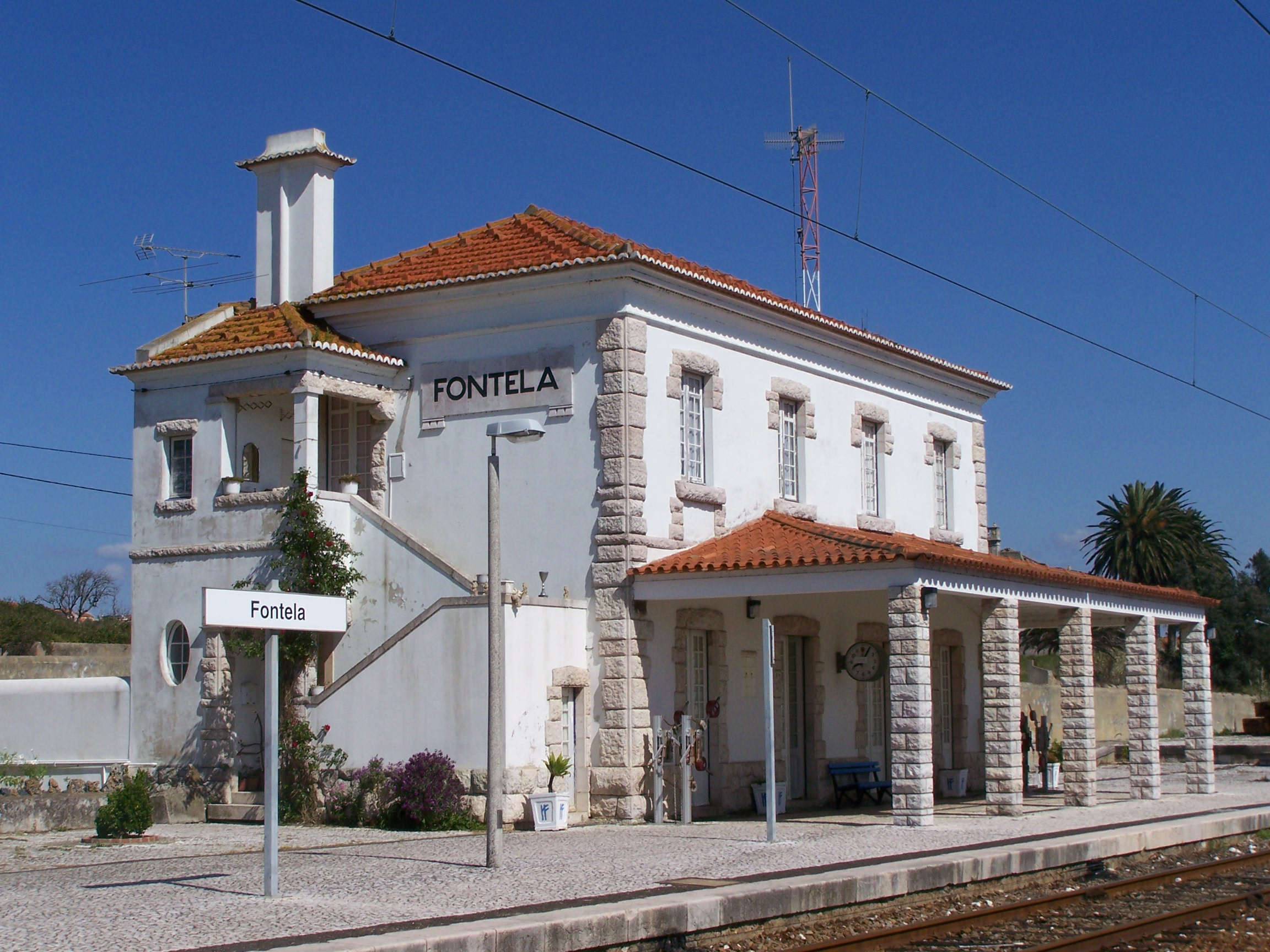
Der Bahnhof von Fontela

Mit Fontela A und dem Bahnhof Fontela liegen zwei Haltepunkte der Eisenbahnlinie Linha do Oeste hier.
Der Rennradfahrer Alves Barbosa wurde hier 1931 geboren.